# Sunita Devi (modèle)
Pour les articles homonymes, voir Sunita Devi.
Sunita Devi (vers 1897 – 3 novembre 1932), appelée Sunita, ou Princesse Sunita, née Armina Peerbhoy, est une cascadeuse, vendeuse, diseuse de bonne aventure et modèle indienne. Elle pose notamment pour l'artiste Matthew Smith, puis pour le sculpteur Jacob Epstein à Londres. Sa mort en Inde est considérée par certains comme un assassinat politique.

## Biographie
Originaire du Cachemire, Sunita est musulmane. Elle épouse Ahmed Peerbhoy, un millionnaire de Bombay, mais au début des années 1920, elle se rend en Angleterre avec son fils Enver et sa jeune sœur Anita Patel, qui a également quitté son mari. Les sœurs rejoignent une troupe de magiciens connue sous le nom de Maysculine Brothers. Sunita réalise une cascade consistant à s'asseoir dans un réservoir d'eau complètement immergée pendant cinq minutes (à l'aide d'un tuyau d'air transparent). Les deux sœurs tiennent également un stand de vente de bibelots érotiques à l'Exposition de l'Empire britannique (1924 à 1925). Sunita développe un personnage de mystique indienne et de diseuse de bonne aventure et elle devient connue en tant que Princesse Sunita.

## Matthew Smith
Sunita a posé pour l'artiste Matthew Smith, à partir de 1924. Leur relation est devenue plus que celle d'un artiste et d'un modèle. Smith l'a dessinée en 1924 et l'a peinte dans Le Sari rouge, Sunita allongée, Le Sari noir et Sunita portant un sari noir,.

## Jacob Epstein

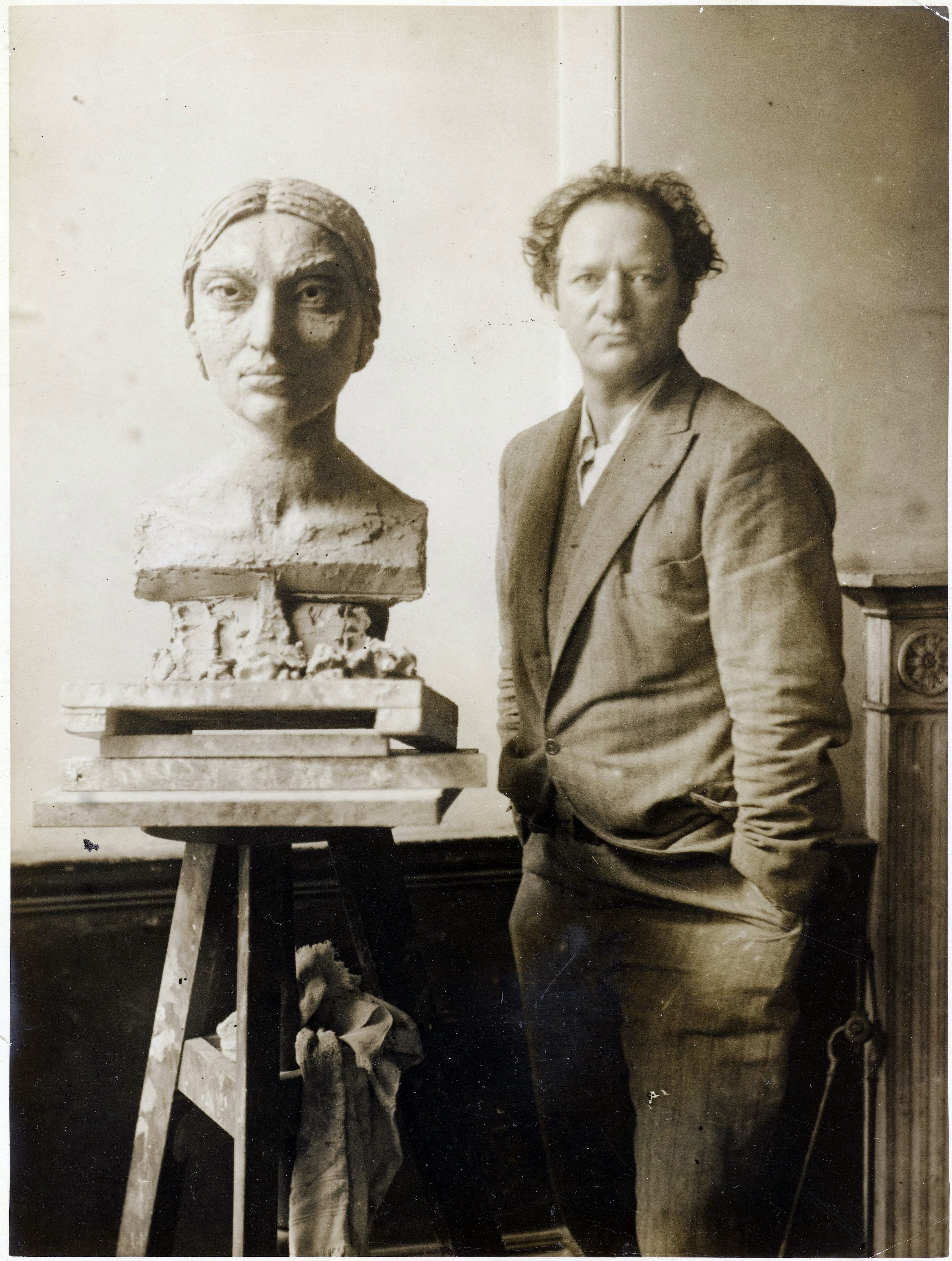
Jacob Epstein et sa sculpture de Sunita Devi (vers 1926).

Jacob Epstein a peut-être rencontré Sunita à l'exposition de l'Empire britannique, où les expositions étrangères exotiques l'intriguaient, ou peut-être par l'intermédiaire de son ami Matthew Smith. En 1925, Epstein invite Sunita, Enver et Anita à vivre dans sa maison de Guilford Street (en) à Londres, avec l'accord de sa femme Margaret. Mme Epstein essayait de mettre fin à la liaison de son mari avec Kathleen Garman en l'encourageant à avoir des liaisons avec d'autres femmes. Dolores (en), dont Mme Epstein avait espéré en vain qu'elle tenterait de détourner son mari de Kathleen, avait récemment quitté la maison et il y avait maintenant deux nouvelles femmes qui pourraient faire l'affaire. Il n'est cependant pas clair si Epstein avait un quelconque intérêt romantique pour l'une ou l'autre des deux sœurs.
Epstein a sculpté la tête d'Enver en 1926 et 1927 (deux fois) et la tête de Sunita à trois reprises en 1926. Sunita et Enver furent les modèles pour la sculpture d'Epstein de la Vierge à l'Enfant (1927), bien qu'Epstein ait eu de grandes difficultés à faire tenir Enver immobile, ce qui, selon lui, est responsable du modelage relativement inachevé du garçon dans l'œuvre. Epstein trouvait Sunita très belle, mais Joseph Duveen, un marchand d'art, en voyant la Vierge à l'Enfant pour la première fois, lui demande : « Pourquoi n'avez-vous pas choisi un beau modèle ? ». En plus de la sculpture, il y avait plus de 100 dessins et aquarelles de Sunita, Enver et Anita.

## Décès
En 1931, Sunita retourne en Inde, déclarant, selon la presse américaine, « Je vais vers ma mort ; je le sais ». En 1932, il est rapporté qu'elle est morte d'une « inflammation intestinale ». Ceux qui la connaissent en dehors de l'Inde pensent qu'elle a été empoisonnée et que sa proximité avec les participants aux Round Table Conferences l'avait fait passer pour une espionne,.

### Note
- (en) Cet article est partiellement ou en totalité issu de l’article de Wikipédia en anglais intitulé « Sunita Devi » (voir la liste des auteurs).

1. ↑  Titres originaux des œuvres : The Red Sari, Sunita Reclining, The Black Sari, Sunita Wearing a Black Sari.